# جعفر کربلایی‌زاده
https://s8.uupload.ir/files/۲۰۲۴۰۳۲۹_۱۸۲۸۱۸_a9y.jpg
( (jafar karbalaeizadeh) )
(Born 31 august 1979 in Ahar, East Azarbaijan) is an Iranian wrestler and coach. He holds a master's degree in Electrical Engineering and a diploma certificate from the International Institute of the ship. In 2013 he was coach of Iran's national freestyle wrestling teenagers. [1])

جعفر کربلائی‌زاده (زادهٔ ۹ شهریور ۱۳۵۸ در اهر، آذربایجان شرقی) کشتی‌گیر و مربی ایرانی است. او دارای مدرک تحصیلی کارشناسی ارشد مهندسی برق قدرت و دارای گواهینامهٔ دیپلم افتخار کشتی از انستیتو بین‌المللی است. وی در سال ۱۳۹۲ مربی تیم ملی کشتی آزاد نوجوانان ایران بود.

## سوابق مدیریتی
- بیش از شش سال سابقه مدیریت در کاخ موزه مازندران و کاخ موزه تهران
- مدیرعامل شرکت بازرگانی رنگین گستر
- رئیس سابق هیئت کشتی شهرستان اهر
- رئیس کمیته فنی هیت کشتی آذربایجان شرقی

## افتخارات و عناوین
- ([2015 World Championship bronze medalist in Athens])
- ([Wrestling gold medalist in Turkey in 2005])
- ([Iran Champion in 2004])
- دارنده مدال برنز قهرمانی جهان ۲۰۱۵ (آتن)[۱]
- دارنده مدال طلای مسابقات برون مرزی ۲۰۰۵ ترکیه
- پهلوان ایران در سال ۲۰۰۴
- دارنده چندین مدال قهرمانی در تمام رده‌های سنی در سطح کشور